# أتافيست
شركة أتافيست هي شركة تعمل في الإعلام والبرمجيات. وقامت بتطوير نظام كريتافيست (Creatavist) وهو أداة نشر تعمل على أي كمبيوتر في عام 2009.

## معلومات تاريخية
تأسست شركة أتافيست في عام 2009 على يد جيفرسون راب وايفان راتليف ونيكولاس طومسون.

## المنشورات
تعتبر مجلة ذا أتافيست (The Atavist) منشورًا يصدر شهريًا عن لونج فورم لـ الصحافة الروائية. وتتراوح أعداد كلمات المقالات ما بين 10000 و20000 كلمة وتتضمن فيديوهات وعناصر تفاعلية ومرفقات صوتية كاملة. ويتم إنتاجها ونشرها باستخدام كريتافيست.

## الاستخدامات
كتب TED  وموقع بيبي كيكس وموقع بيرسون وباريس ريفيو استخدمت جميعها برمجيات شركة كريتافيست في نشر إصدارات رقمية من خلال أجهزة الكمبيوتر اللوحي والهاتف المحمول. وأصبحت برمجيات كريتافيست متاحة للاستخدام العام في عام 2013.

## وصلات خارجية
- Nieman Storyboard
- Top Apps Today

‌